# Raphaël Bauduin (peintre)
Raphaël Bauduin, né le 3 mai 1870 à Montignies-sur-Sambre et mort le 24 janvier 1943 à Arlon, est un artiste peintre portraitiste et paysagiste belge.

## Biographie
Raphaël Joseph Bauduin, né à Montignies-sur-Sambre le 3 mai 1870, est le fils d'Albert Bauduin, garde particulier, et de Pauline Rubbrecht. Le 15 juillet 1893, il épouse Joséphine Evrard à Marchienne-au-Pont, dont il divorce le 27 juillet 1898 à Montignies-sur-Sambre. Le 31 octobre 1906, il épouse Marie Lechat en secondes noces à Anderlecht (décédée à Marcinelle en 1936).
Il suit les cours de Jean-François Portaels, principal représentant de l’école orientaliste belge. Professeur de peinture et de dessin, il a notamment comme élèves Fernand Thon et Louis Wuillem,.
Il expose à Gand (1902), à Bruxelles (1903), à Charleroi (1902, 1906, 1911 lors de l'Exposition de Charleroi et 1922) et à Trazegnies (1923).
Peintre régional par excellence, il représente les paysages industriels ou champêtres de Charleroi et de ses environs. La Sambre constitue souvent un élément central de ses compositions. Son atelier se situait rue Pruniau à Charleroi Ville-Basse. Il représente également des scènes d'intérieur et de genre, des bouquets, etc.
Après la Première Guerre mondiale, il répond à de nombreuses commandes de portraits de personnalités de Charleroi.
Il décède le 24 janvier 1943 à Arlon pendant la Seconde Guerre mondiale.

## Style artistique
Ses tableaux, influencés par le style néo-impressionniste, sont souvent réalisés au pastel, dans des palettes raffinées.

## Distinction
- Chevalier de l'ordre de la Couronne en 1919 (Belgique)[4].

## Sélection d'œuvres
- Vue du Pont de Sambre, 1902.
- Vue de Charleroi, 1903.
- L'Atelier, 1903.
- Retour des Champs, 1906.
- L'Aurore au Pays noir, 1906.
- Coucher de Soleil au Pays noir, 1911.
- Scène d'intérieur et élégante, pastel, collection du musée des Beaux-Arts de Charleroi.
- Coin d'atelier, 1913.
- Portrait d'Omer Buyse, huile sur toile, 1919.
- Portrait d'Alexandre Berteaux, huile sur toile,1924.
- Portrait de Jules Cognioul, huile sur toile, 1925.
- Estampes, pastel, collection du musée des Beaux-Arts de Charleroi, acquis en 1930 par la ville de Charleroi.
- Portrait d'Alexandre Berteaux, 1939.